# Cueva del Santo Hermano Pedro
La cueva del Santo Hermano Pedro es un espacio religioso consagrada a San Pedro de San José Betancur (Primer Santo Canario). Se encuentra situada junto a la cabecera 26 del Aeropuerto de Tenerife Sur, en el municipio de Granadilla de Abona, cerca de El Médano al sur de la isla de Tenerife (Canarias, España). 
La cueva se encuentra dentro del Sistema General Aeroportuario y es propiedad del Aeropuerto, que tiene un convenio con el Obispado de Tenerife que permite su uso por parte de los fieles. Desde 1999, la Cueva del Santo Hermano Pedro y su entorno tiene la consideración de Bien de Interés Cultural (BIC) en la categoría de Sitio Histórico, siendo otorgado dicho título de protección por el Gobierno de Canarias.

## Características
Esta cueva es considerada como uno de los puntos de peregrinaje más importantes de la isla y de Canarias, y que mueve al año más de 300.000 visitantes. En esta cueva es donde el Santo se paraba a descansar con su rebaño en invierno para recuperar de nuevo fuerzas y andar el camino hasta su pequeño pueblo en los altos de Vilaflor. Además también la cueva era utilizada por el Hermano Pedro como lugar de oración e incluso como escondite para resguardarse de alguna razia pirata, las cuales eran abundantes en las costas de las Islas Canarias en aquella época.

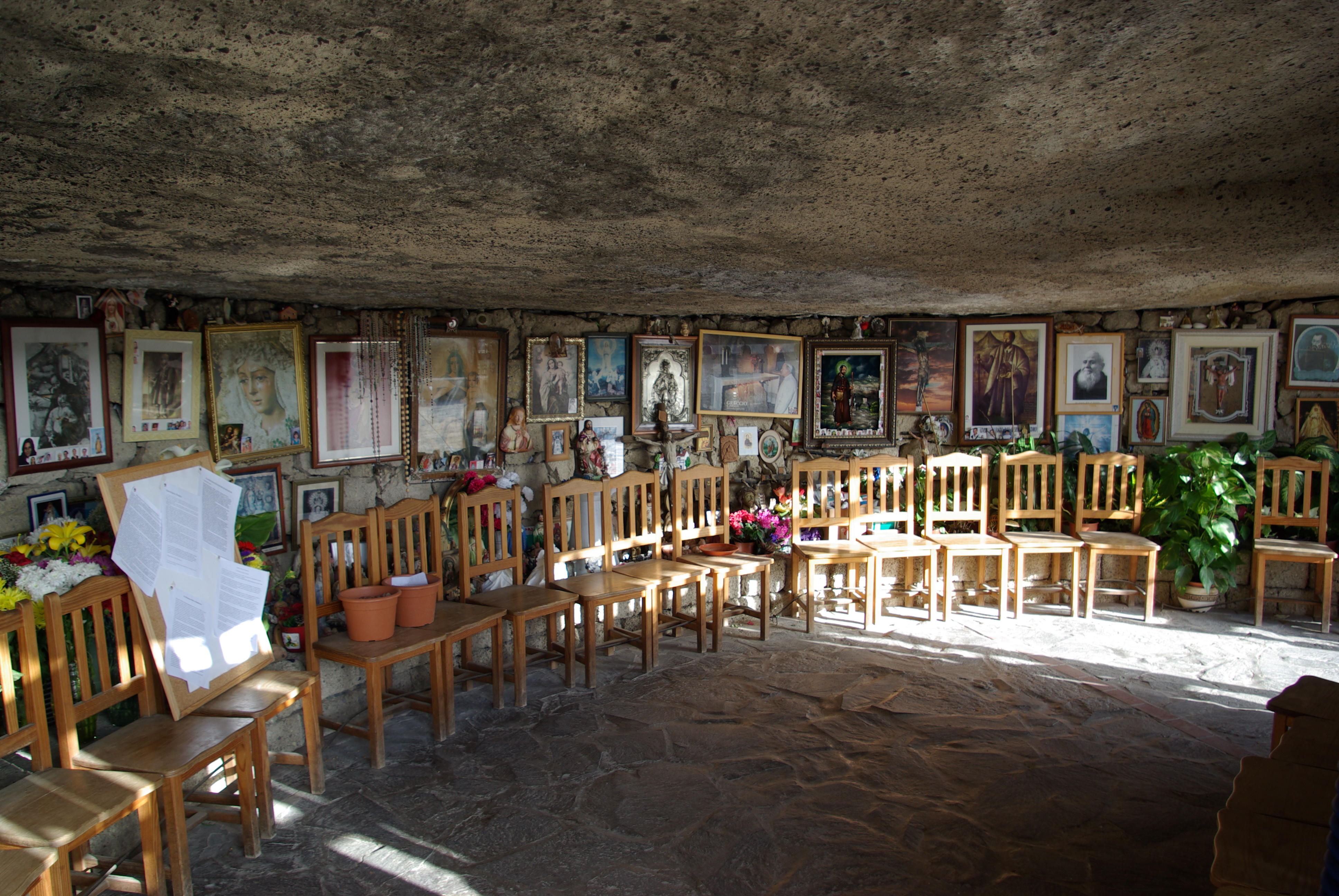
Interior de la cueva en donde se encuentran los exvotos

Actualmente en el interior de la cueva hay una imagen de madera del Santo (considerada como un retrato fiel del mismo), además hay una sección que está totalmente rodeada de exvotos de los fieles. La cueva posee una reliquia del Santo, concretamente una parte de una costilla.
En el exterior al aire libre hay un altar tallado en piedra en donde se realizan las misas. Este altar consiste principalmente en una mesa eucarística, cruz de piedra en cuya parte superior se puede leer la frase: "El Hombre que fue Caridad", un ambón y un pedestal para colocar la imagen de madera del Santo.
En las proximidades de la cueva, existe un pequeño arbolario en donde se encuentran plantadas algunas especies, entre ellas el árbol llamado Esquisúchil, este árbol procede de Guatemala y tiene propiedades medicinales, por lo que era muy utilizado por el Santo Canario.

## Celebraciones

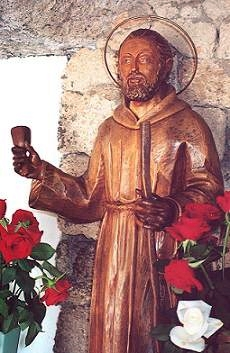
Escultura de madera del Santo Hermano Pedro en el interior de la cueva

### Camino del Hermano Pedro
En esta cueva termina el llamado "Camino del Hermano Pedro", que es una ruta pastoril que el Santo recorría para trasladarse con su rebaño a lo largo de la comarca de Chasna. Esta ruta parte desde Vilaflor hasta la cueva del Santo. Actualmente durante la festividad del Santo Hermano Pedro en abril, cientos de peregrinos recorren esta ruta que tiene un gran interés religioso-histórico.

### Otras
Tradicionalmente, al Santo Hermano Pedro se lo celebra en Tenerife también el día 29 de junio (festividad de San Pedro Apóstol). Esto se debe a que este era el día en el que la Diócesis de Tenerife celebraba su fiesta anual antes de que se produjera su canonización, en la cual se establece su onomástica el 24 de abril. Sin embargo esta pequeña fiesta en el mes de junio aún se conserva en Tenerife, día en el que se congregan miles de personas en la Cueva del Santo Hermano Pedro y tiene lugar una solemne eucaristía presidida por el obispo de Tenerife al igual que en su festividad de abril.
Por su parte, en el mes de septiembre se celebra en los alrededores de la cueva la Ruta Nocturna al Ere del Hermano Pedro. Se trata de una ruta teatralizada que parte desde El Médano por la ruta que el Santo utilizaba para dar de beber a su ganado en un abrevadero natural en el fondo de un barranco.